# 織部流
織部流（おりべりゅう）は、茶道流派の一つ。古田織部（重然）に始まる武家茶道の一派。織部の名は、古田織部の「織部正」「織部助」という官途名に由来し、安土桃山時代末期から江戸時代前期に大流行した。 

## 概要

### 流派
現在の織部流には、「織部流古織会」、「式正（しきせい）織部流（織部桔梗会）」、「織部流扶桑派」、「古田織部流（正伝会）」がある。すべて台の上に置いて点前をする「式正織部流」・「織部流扶桑派」・「織部流古織会」の「式正（しきせい）茶法」は、明治期の茶人・原宗改（信濃国伊那出身）とその弟子・秋元瑞阿弥が「真」の点前だけを抜き出して行ったものである。宗改の師・古田宗関（元豊後岡藩士）の作法は、現在「草庵（侘）茶法」と奥伝「式正（しきしょう）茶法」（織部流古織会）と称されるようになる。この宗関のものと、宮下玄覇の「古田織部流（正伝会）」の点前とでは大きな違いが見られる。 

### 古田織部と織部流
流祖・古田織部は豊臣秀吉の御咄衆、そして初期の江戸幕府の茶の湯を司り、2代将軍徳川秀忠（1579年―1632年）に至っては茶の湯指南役として直接指導した。「柳営茶道」の元祖である。

### 古田織部没後の織部流
織部は大坂夏の陣の時、豊臣方に内通したとされ切腹した。これにより古田家は御家断絶となったが、秀忠は織部の茶の湯を愛したため幕閣をはじめとする諸大名、公家、僧侶たちもそれに倣い、織部流は秀忠が亡くなるまで柳営茶道の中心であった。その後も織部流は諸藩で用いられ、遠州流・宗和流・石州流・宗旦流などが台頭するまで全盛であった。 江戸幕府のほか、特に加賀藩、仙台藩、尾張藩、熊本藩、薩摩藩、長州藩、徳島藩、広島藩、福井藩、秋田藩、盛岡藩、久留米藩、飛騨高山藩、岩国藩などで用いられ、福岡藩・長府藩・豊後岡藩に至っては江戸時代後期まで続いている。 江戸時代中期に福岡藩の大番頭・槙宗空（直村）が豊後岡藩にいた古田織部血縁の古田淵黙（岡藩家老）に織部流茶法を伝授したことは知られている。

### 近代
古田淵黙（広計）の子孫・古田宗関（重名）は明治維新の時に上京して、これまで豊後古田家において「古織流」「古織伝」と称されていたものを「織部茶の湯」（原宗改巻物）と称し織部流茶道を一般に広く公開した。宗関の弟子には、娘の古田素春（咲子）、岡崎淵冲（惟素）、原宗改（鉄石）らがいた。 明治31年（1898年）に宗関は「茶道温知会」を創設し衰退する茶道の普及を志すも大正2年（1913年）に没し、娘の素春（古田家十五代）が大正6年(1917年)、孫の辰雄（古田家十六代）が大正8年（1919年）と続けて亡くなり、豊後古田家は絶家となって「茶道温知会」は消滅した。 弟子の岡崎淵冲は「織部流淵冲派」、原宗改は「式正織部本流」を称して弟子に教授した。宗改は侘茶を嫌い（真行草のうちの）真の茶道を専らとした。昭和時代初期に至り宗改の弟子・秋元瑞阿弥が千葉で「式正織部流」という、すべて「茶碗台」などの台を用いる茶道を創流し「織部十六世」を称した（『流祖古田織部正と其茶道』）。一方、長府藩の「坊主頭（茶堂）」飯田家が伝えてきた作法は、同じく長府毛利家の「坊主」の家格・児玉家に伝えられた。

### 現代
昭和30年（1955年）になり、独自の研究と研鑽を積んだ見中斎米山（中村米三郎）が「織部流扶桑派（扶桑織部）」を西陣興聖寺住職・日種譲山（胎雲）と清水寺中興・大西良慶のもとで創流。以後清水寺が扶桑派の後ろ盾となる。米山は譲山とともに「織部木像」を興聖寺に設置し、下り蹲踞を作るなど、興聖寺を織部ゆかりの寺にさせた人物である（『見中斎米山』）。 
瑞阿弥の弟子には娘の秋元瑞雲（清子）、西陣興聖寺住職・浅野牧仙（王雲斎）がいた（浅野牧仙「織部流」『日本の茶家』河原書店・400頁）。瑞雲は織部桔梗会会長として娘の瑞燕（成子）に「式正織部流」を継承する。牧仙は「織部十七世」(自筆一行の署名)として織部流の更なる発展のために織部流を新たに「織部流古織会」と称し織部流茶道の点前の統一と共に全国に織部流の普及を図り、興聖寺派管長・長門玄晃（槐安）は「織部十八世」(自筆一行の署名)を称し全国の織部流の普及活動に努めている（『古田織部 茶道織部流』織部流古織会）。
岡藩の古織流資料と、古田淵黙（広計）が作らせた岡藩菩提寺・高流寺伝来古田織部肖像画（もう一幅は大阪城天守閣が所蔵）は興聖寺の寺宝であるが、岡崎淵冲の「式正茶法」などの著作物・資料の一部は子孫から興聖寺に寄贈され、それは「織部流古織会」が所蔵している（『古田織部 茶道織部流』織部流古織会）。
平成時代になって淵冲派の所作を基にし、桃山時代から江戸時代前期の茶書に記されている古田織部在世期の所作・手順の復元をした「織部流温知会」が古田織部美術館館長・宮下玄覇によって発足された。
そして令和5年（2023年）には、桃山時代の茶会記・茶書に記されていることに近い長門長府藩（藩祖毛利秀元）茶堂（坊主頭）飯田家伝来の手順・所作を元に古田織部在世期の点前が再現され、「古田織部流正伝会」と改められた。京都鷹峯・太閤山荘を本部として京都・東京・名古屋・兵庫を中心に教授している。

## 特徴
古田織部は、師の千利休没後、茶の湯を25年にわたって発展させた。将軍・大名・公家などの茶法を制定し、また現在の茶事の形式も確立させている。本来の織部流では、織部好みの竹筒のような茶入、ゆがんだ沓茶碗などを使用するが、その点前は茶会記のほか茶書「宗湛日記」「織部百ヶ条」「茶道長問織答抄」「古織伝」「数寄道次第」「草人木」「古田織部正殿聞書」「茶譜」などに詳しく記され、その一部は遠州流・藪内流・上田宗箇流・宗和流・南坊流（土屋宗俊系で福岡藩に伝わる）にも受け継がれている。一方、秋元瑞阿弥創案の「式正織部流」は真の点前（式正茶法）を標榜するため茶碗は必ず天目である。茶碗は原則、天目のみしか使用できず、「へうけもの」(ひょうげ物)といわれた織部茶碗は、淵冲系の「織部流古織会」草庵（侘）茶法・「古田織部流（温知会）」・「織部流毛利派」でしか使用していない。「式正織部流」・「織部流扶桑派」・「織部流古織会」＜式正（しきせい）茶法＞では、天目台を用いず「茶碗台」という珍しい台を茶碗の台として用いる。瑞阿弥系（式正織部流、扶桑派、織部流古織会式正茶法）とは別に淵冲系の「式正（しきしょう）」（真）点前があるが、全く別種のものであり、似ている部分がない。式正織部流の点前は、織部流扶桑派、織部流古織会式正（しきせい）茶法、御家流（安藤家）で用いられている。「織部流古織会」は「織部伝両伝茶儀法」とし「草庵（侘）茶法」（利休の露地草庵数寄屋茶法を武家の様式に改めた茶法）、奥伝「式正（しきしょう）茶法」（式正数寄御成、将軍など貴人の前で点茶を行う茶法）と称して教授している。また併伝として瑞阿弥考案の「式正（しきせい）茶式法」（書院や広間座敷で茶碗台を使用する点前法）を教授している。一方、古田織部流（正伝会）の点前は、織部高弟・毛利秀元伝来の所作で、桃山時代から江戸時代前期の織部の茶会記・茶書を研究し、当時の手順を忠実に復元・修正したものである。

## 歴史
古田織部の茶の湯を伝えた弟子には、土屋宗俊（織部流）、小堀遠州（遠州流）、佐久間将監（宗可流）、上田宗箇（上田宗箇流）、金森宗和（宗和流）、安楽庵策伝（安楽庵流）、本阿弥光悦などがいた。また諸藩には織部流の茶堂（頭）が数多くいた。江戸時代中期に古田淵黙（中川広計）という豊後岡藩老職がおり、これは織部の女婿・古田重続（中川秀政の老職）の子孫であった。淵黙は、初め江戸千家の茶を学んでいたが、天明8年（1788年）に家臣・古田正友（代助）を派遣し、福岡藩の織部流を伝えた槙宗空（玄蕃）より茶法を学ばせ自らがそれを修得、「織部流十一世」を称した。淵黙は、長府藩の同流の茶堂・飯田淵恕（茂的）からも茶法を授けられた。淵黙の茶法は曾孫の古田宗関（重名）にいたるまで伝えられた。宗関は、明治の初めに大分（豊後）から東京へ移り、織部流を一般に教授し、明治31年に「茶道温知会」を設立した。門下には娘の古田素春（咲子）、三菱商会の岡崎淵冲（惟素）、原宗改（鉄石）などがいた。素春は、宗関が亡くなってから4年後に没し、孫の辰雄もその2年後の大正8年（1919年）に没したため直系は断絶、温知会は消滅した。 高弟の淵冲は、松浦心月庵・安田松翁・石黒况翁ら在京の華族・知名士等16名からなる輪番茶事グループ「和敬会」（後に益田鈍翁・高橋箒庵らが参加）の会員で、諸流の茶道の点前を研究し、『点茶活法』という大著があり、弟子に織部流を教授した。また、原宗改は織部の（真行草のうちの）真の点前を考案し「正式織部本流」を立ち上げた。宗改の弟子・秋元瑞阿弥（清橘）はこの点前をさらに改良して「式正織部流」（織部桔梗会）を創流した（『流祖古田織部正と其茶道』）。瑞阿弥は、その茶道を京都の古田家菩提寺・西陣興聖寺の住職・浅野牧仙（王雲斎）に伝えた（浅野牧仙「織部流」『日本の茶家』400頁）。「式正織部流」は秋元家を織部桔梗会会長として、千葉県市川市を中心に受け継がれている。また、政治力があった秋元瑞阿弥は県の教育委員会に働きかけ、昭和30年（1955年）に「式正織部流」を千葉県無形文化財の第1号に指定させた。 一方、「織部流古織会」は常伝として「草庵（侘）茶法」（利休の露地草庵数寄屋茶法を武家の様式に改めた茶法）、古田織部、土屋宗俊以来、岡藩古田家、岡崎淵冲を経て受け継ぐ奥伝として「式正（真）（しきしょう）茶法」（式正数寄御成、将軍など貴人の前で点茶を行う茶法）を「織部伝両伝茶儀法」を正式として現在織部流十八世家元長門玄晃に至り全国に伝えている。加えて浅野牧仙と秋元瑞阿弥の関係から「式正（しきせい）茶式法」（書院や広間座敷で茶碗台を使用する点前法）を学ぶ者も多くいた。 浅野牧仙の先代の日種譲山の時代、元志野流茶道家元の今岡志満がいた。志満は、田中伊三次（政治家）や北尾春道（茶室研究家）に茶道を教えた。昭和31年（1956年）に見中斎米山（中村米三郎）が「織部流扶桑派」を京都で創流。中村家は2代で途絶えるが、現在も尾﨑家が継承している。 平成時代になって淵冲派の所作を基にし、江戸時代初期から前期の茶書に記されている織部流の所作・手順の復元をした「織部流温知会」が古田織部美術館館長・宮下玄覇によって発足、100年ぶりに「温知会」が復会した。そして、令和5年（2023年）には、桃山時代の茶会記・茶書に記されていることに近い長門長府藩（藩祖毛利秀元）茶堂飯田家伝来の手順・所作を加味した古田織部在世期の点前が再現され、「古田織部流正伝会」と改められた。京都鷹峯・太閤山荘を本部として京都・東京・名古屋・兵庫を中心に教授している。

## 織部流門人

### 安土桃山時代から江戸時代初期
- 高弟
金森可重、小堀遠州、佐久間将監、桑山元晴、桑山貞晴、毛利秀元、上田宗箇、石川貞通、上田覚甫、服部道巴
- 武士
徳川秀忠、伊達政宗、佐竹義宣、浅野幸長、島津義弘、小早川秀包、小早川秀秋、大久保忠隣、船越景直、大久保長安、大久保藤十郎、大野治長、大野治房、猪子一時、有馬豊氏、森忠政、加藤嘉明、竹中重利、石川康長、石川康勝、石河宗林、津田信成、小笠原秀政、古田重勝、井上高清、北条氏盛、小川祐滋、松平正綱、板倉重宗、南部利直、本多正信、本多正純、本多正勝、土井利勝、毛利秀就、蒲生秀行、榊原康勝、内藤政長、松平定綱、石川忠総、井上正就、丹羽長重、藤堂高虎、田中康政、花井吉成、松平康安、青山幸成、保科正光、水野忠元、仙石秀久、秋田実季、九鬼守隆、村上頼勝、阿部正次、佐野信吉、土方雄氏、松下重綱、鈴木元信（仙台藩）、妻木頼忠、永井尚政、佐久間勝之、佐久間政実、岡部宣勝、船越永景、土屋宗俊、鈴木左馬助（娘婿）、郡宗保、岡村百々之介（大坂衆）、伏屋一盛（大坂衆）、城昌茂
- 武士（茶堂・茶道役）
木村宗喜（古田家）、中野笑雲（幕府）、原田宗馭（幕府）、山本道句（幕府・尾張藩）、藤井宗係（幕府）、清水道閑（仙台藩）、安宅宗雲（加賀藩）、市川長左衛門（加賀藩）、飯田休弥（長府藩）
- 公家
広橋兼勝、万里小路充房、近衛信尋
- 僧侶
妙法院宮常胤法親王、本願寺教如、最福院（興福寺）、江月宗玩、安楽庵策伝、全隆（浄華院）
- 町衆
松屋久好、尾崎喜助、角倉素庵、本阿弥光悦、本阿弥光益、後藤徳乗、大文字屋宗味、大文字屋宗怡、針屋宗春、長谷川道茂、山本道勺、長井貞信、祐意、山崎宗閑、野村宗覚、平野屋宗貞、暮松新九郎（越後守）
- 町衆（職人）
近藤道恵、藤重藤元、名越家昌、西村道也、一阿弥、幸阿弥長玄

### 江戸時代
- 武士
多賀常長（左近）、朽木稙昌、加賀爪直澄、喜多見重勝、神尾元珍、古田淵黙、青木当候、青木義氏、大久保忠寅
- 武士（茶道役）
兼席徳庵（萩藩）、名嶋玄竹（岩国藩）、小河内芦庵（岩国藩）
- 公家
常修院宮慈胤法親王、近衛家熙、坊城俊将
- 僧侶
経海
- 町衆
金森宗和、本阿弥光甫、灰屋紹益、古筆了祐、山田玄瑞、古田斎宮、伊達道作、清水宗真、清水道茂

| 代 | 名       | 通称         | 号     | 庵号   | 道号 | 号   | 生没年 ※        | 身分                                 |
| -- | -------- | ------------ | ------ | ------ | ---- | ---- | --------------- | ------------------------------------ |
| 初 | 古田重然 | 左介・織部助 | 印斎   | 玄庵   | 金甫 | 宗屋 | 1543年 - 1615年 | 東大和・南山城国 大名（1万石）       |
| 2  | 土屋     | 金左衛門     |        |        |      | 宗俊 | - 1671年        | 久留米藩（400石）・福岡藩（200石）士 |
| 3  | 石原     |              |        |        |      | 宗林 | （延宝）        | 福岡藩 御茶道（20石6人）             |
| 4  | 槙重賢   | 長左衛門     | 玉壺斎 |        | 艮山 |      | （宝永・享保）  | 福岡藩 御家門（1200石）              |
| 5  | 百野     |              |        |        | 湖月 |      | （元文）        | 福岡藩 御茶道（20石6人）             |
| 6  | 百野林甫 |              |        |        |      | 宗湖 | （延享）        | 福岡藩 御納戸組 御茶道（20石6人）    |
| 7  | 槙直村   | 玄蕃         |        | 釣寂軒 | 了山 | 宗空 | （天明・文化）  | 福岡藩 御家門 大番頭（1400石）       |
| 8  | 古田広計 | 壱岐・中務   | 不染斎 | 温故堂 | 淵黙 | 宗深 | 1757年 - 1832年 | 岡藩 老職（1000石）                  |
| 9  | 古田重功 | 勘解由       |        |        | 玄室 | 宗経 | 1780年 - 1836年 | 岡藩 小姓番頭（400石）               |
| 10 | 古田重剛 | 右馬允       |        |        | 家山 |      | 1808年 - 1887年 | 岡藩 近習物頭（400石）               |
| 11 | 古田重名 | 小膳         | 印斎   | 燕雨庵 | 雲山 | 宗関 | 1839年 - 1913年 | （元服前）岡藩 御小姓（400石）       |
| 12 | 古田咲子 |              |        | 緑竹庵 | 素春 |      | 1870年 - 1917年 |                                      |

※ （ ）は活動期。